# N-334
La nacional N-334 es una antigua carretera nacional que iba desde Sevilla hasta Antequera (provincia de Málaga), siguiendo el trazado que sigue la actual autovía A-92 entre estas dos ciudades.

## Localidades por las que discurría
- Alcalá de Guadaíra
- Arahal
- La Puebla de Cazalla
- Osuna
- Aguadulce
- Estepa
- La Roda de Andalucía
- Fuente de Piedra
- Humilladero
- Mollina
- Antequera